# Ellingham, Northumberland
Ellingham är en ort och civil parish i Storbritannien.   Den ligger i grevskapet och kommunen Northumberland i riksdelen England, i den centrala delen av landet, 500 km norr om huvudstaden London. Ellingham ligger 52 meter över havet och antalet invånare är 282.
Terrängen runt Ellingham är lite kuperad. Runt Ellingham är det ganska glesbefolkat, med 29 invånare per kvadratkilometer. Närmaste större samhälle är Alnwick, 11,5 km söder om Ellingham. Trakten runt Ellingham består till största delen av jordbruksmark.